# Glycosmis crassifolia
Glycosmis crassifolia är en vinruteväxtart som beskrevs av Henry Nicholas Ridley. Glycosmis crassifolia ingår i släktet Glycosmis och familjen vinruteväxter. Inga underarter finns listade i Catalogue of Life.